# Cristiano Guilherme I, Príncipe de Schwarzburg-Sondershausen
Cristiano Guilherme I de Schwarzburg-Sondershausen (6 de janeiro de 1647 - 10 de maio de 1721) foi um conde e, mais tarde, príncipe de Schwarzburg-Sondershausen, conde de Hohenstein, senhor de Sondershausen, Arnstadt e Leutenberg. A partir de 1681 também recebeu o título de conde de Ebeleben e, a partir de 1716, conde de Arnsdat.

## Vida
Cristiano Guilherme era filho de António Günther I, Conde de Schwarzburg-Sondershausen e da sua esposa, a condessa palatina Maria Madalena de Zweibrücken-Birkenfeld.
Em 1666, sucedeu ao seu pai juntamente com o seu irmão António Günther II. Em 1681, os dois irmãos dividiram o estado e António tornou príncipe de Schwarzburg-Arnstadt. A 3 de setembro de 1697, ambos os irmãos passaram a ser príncipes imperais por decreto do imperador Leopoldo I. António morreu em 1716 sem descendência e os seus territórios voltaram a pertencer a Cristiano.
Concluiu um tratado de sucessão com o seu irmão no qual foi estabelecida a indivisibilidade de Schwarzburg-Sondershausen, e determinou que seria o primogénito a suceder ao trono. Depois de Luís Frederico I, Conde de Schwarzburg-Rudolstadt ter assinado o tratado em 1710, o sacro-imperador Carlos VI confirmou-o.
Durante o reinado de Cristiano Guilherme, Schwarzburg-Sondershausen afastou-se da influência cada mais significante do eleitorado da Saxónia. Cristiano renovou o Palácio de Sondershausen, transformando-o do seu estilo renascentista para um estilo mais barroco.
Um centro cultural no norte da Turíngia recebeu o nome em sua honra.

## Casamentos e descendência
Em 1671, Cristiano Guilherme ficou noivo da poeta Ludmila Isabel de Schwarzburg-Rudolstadt, mas ela morreu inesperadamente no mesmo ano.
Casou-se no dia 22 de agosto de 1673 com a condessa Antónia Sibila de Barby-Mühlingen, filha de Alberto Frederico I, Conde de Barby-Mühlingen, de quem teve os seguintes filhos:
1. António Alberto de Schwarzburg-Sondershausen (25 de setembro de 1674 – 16 de julho de 1680), morreu com cinco anos de idade.
2. Augusto Guilherme de Schwarzburg-Sondershausen (abril de 1676 – 13 de dezembro de 1690), morreu com catorze anos de idade.
3. Günther XLIII, Príncipe de Schwarzburg-Sondershausen (23 de agosto de 1678 – 28 de novembro de 1740), príncipe de Schwarzburg-Sondershausen; casado com a princesa Isabel Albertina de Anhalt-Bernburg; sem descendência.
4. Sofia Madalena de Schwarzburg-Sondershausen (17 de fevereiro de 1680 – 14 de junho de 1751), casada com o conde Jorge Alberto de Schönburg-Hartenstein; com descendência.
5. Cristiana Emília de Schwarzburg-Sondershausen (9 de abril de 1681 – 1 de novembro de 1751), casada com o duque Adolfo Frederico II de Mecklemburgo-Strelitz; com descendência.
6. Albertina Luísa de Schwarzburg-Sondershausen (29 de junho de 1682 – 6 de maio de 1765), morreu solteira e sem descendência.
7. Antónia Sibila de Schwarzburg-Sondershausen (nascida e morta a 2 de maio de 1684)

Após a morte da sua esposa, Cristiano Guilherme voltou a casar-se, desta vez com a duquesa Guilhermina Cristina de Saxe-Weimar, filha do duque João Ernesto II de Saxe-Weimar, no dia 27 de setembro de 1684. Tiveram os seguintes filhos:
1. Joana Augusta de Schwarzburg-Sondershausen (17 de setembro de 1686 – 3 de março de 1703), morreu com dezasseis anos de idade.
2. Cristiana Guilhermina de Schwarzburg-Sondershausen (19 de fevereiro de 1688 – 20 de março de 1749), morreu solteira e sem descendência.
3. Henrique XXXV, Príncipe de Schwarzburg-Sondershausen (8 de novembro de 1689 – 6 de novembro de 1758), príncipe de Schwarzburg-Sondershausen de 1740 até à sua morte; morreu solteiro e sem descendência.
4. Augusto I, Príncipe de Schwarzburg-Sondershausen (27 de abril de 1691 – 27 de outubro de 1750), também tinha o título de Schwarzburg-Sondershausen, mas nunca governou. Casado com a princesa Carlota Sofia de Anhalt-Bernburg; com descendência.
5. Ernestina Henriqueta de Schwarzburg-Sondershausen (20 de julho de 1692 – 11 de novembro de 1759), morreu solteira e sem descendência.
6. Rudolfo de Schwarzburg-Sondershausen (21 de agosto de 1695 – 22 de dezembro de 1749), morreu solteiro e sem descendência.
7. Guilherme II, Príncipe de Schwarzburg-Sondershausen (3 de maio de 1699 – 19 de março de 1762), morreu solteiro e sem descendência.
8. Cristiano, Príncipe de Schwarzburg-Sondershausen (27 de julho de 1700 – 28 de setembro de 1749), também tinha o título de príncipe de Schwarzburg-Sondershausen, mas nunca governou. Casado com a princesa Sofia Cristina de Anhalt-Bernburg-Schaumburg-Hoym; com descendência.

## Genealogia
| Cristiano Guilherme de Schwarzburg-Sondershausen | Pai: António Günther I, Conde de Schwarzburg-Sondershausen | Avô paterno: Cristiano Günther I, Conde de Schwarzburg-Sondershausen   | Bisavô paterno: João Günther I, Conde de Schwarzburg-Sondershausen |
| Cristiano Guilherme de Schwarzburg-Sondershausen | Pai: António Günther I, Conde de Schwarzburg-Sondershausen | Avô paterno: Cristiano Günther I, Conde de Schwarzburg-Sondershausen   | Bisavó paterna: Ana de Oldemburgo-Delmenhorst                      |
| Cristiano Guilherme de Schwarzburg-Sondershausen | Pai: António Günther I, Conde de Schwarzburg-Sondershausen | Avó paterna: Ana Sibila de Schwarzburg-Rudolstadt                      | Bisavô paterno: Alberto VII, Conde de Schwarzburg-Rudolstadt       |
| Cristiano Guilherme de Schwarzburg-Sondershausen | Pai: António Günther I, Conde de Schwarzburg-Sondershausen | Avó paterna: Ana Sibila de Schwarzburg-Rudolstadt                      | Bisavó paterna: Juliana de Nassau-Dillenburg                       |
| Cristiano Guilherme de Schwarzburg-Sondershausen | Mãe: Maria Madalena de Zweibrücken-Birkenfeld              | Avô materno: Jorge Guilherme, Conde Palatino de Zweibrücken-Birkenfeld | Bisavô materno: Carlos I, Conde Palatino de Zweibrücken-Birkenfeld |
| Cristiano Guilherme de Schwarzburg-Sondershausen | Mãe: Maria Madalena de Zweibrücken-Birkenfeld              | Avô materno: Jorge Guilherme, Conde Palatino de Zweibrücken-Birkenfeld | Bisavó materna: Doroteia de Brunsvique-Luneburgo                   |
| Cristiano Guilherme de Schwarzburg-Sondershausen | Mãe: Maria Madalena de Zweibrücken-Birkenfeld              | Avó materna: Doroteia de Solms-Sonnenwalde                             | Bisavô materno: Oto, Conde de Solms-Sonnenwalde                    |
| Cristiano Guilherme de Schwarzburg-Sondershausen | Mãe: Maria Madalena de Zweibrücken-Birkenfeld              | Avó materna: Doroteia de Solms-Sonnenwalde                             | Bisavó materna: Ana Amália de Nassau-Weilburg                      |